# André Vernet
André Vernet est un historien français, spécialiste de littérature médiévale, né le 18 avril 1910 à Yzeure et mort le 7 mars 1999 à Paris. Il était membre de l'Institut.

## Biographie
Originaire de Bourges, André Vernet intègre l'École nationale des chartes en 1933 et en sort second en 1937 grâce à une thèse sur le De Mundi universitate de Bernard Silvestre.
Il passe quelques mois au Département des manuscrits de la Bibliothèque nationale mais est rapidement nommé secrétaire général de l'École des chartes, avec la charge de la bibliothèque, par Clovis Brunel. Il occupe ce poste jusqu'en 1955, tout en étant chargé de cours de paléographie à la Sorbonne. À cette date, ce spécialiste de la littérature médiévale est élu à la fois à la chaire de « Sources littéraires et narratives de l'histoire de France » de l'École des chartes, à la suite de Robert Bossuat, et celle de « langue et littérature latine du Moyen Âge » de l'École pratique des hautes études.
Spécialiste de l'histoire des textes médiévaux, il a notamment étudié la bibliothèque de l'abbaye de Clairvaux et dirigé le volume de l'Histoire des bibliothèques françaises sur le Moyen Âge.
Il est élu membre de l'Académie des inscriptions et belles-lettres en juin 1980.

## Publications
1.Incipit tragicum argumentum de miserabili statu regni francie 
Annuaire-Bulletin de la Société de l'histoire de France, nuaire-Bulletin de la Société de l'histoire de France (1962-1963), pp. 131-163 (33 pages)https://www.jstor.org/stable/23405783}
2.proverbe français dans un manuscrit de l'abbaye de Maures https://www.jstor.org/stable/45045500André Vernet
André Vernet
, Vol. 71, No. 281 (1) (1950), pp. 100-108 (9 pages)}

## Sources
1. ↑  André Vernet, « Proverbes Français Dans Un Manuscrit De L'abbaye De Mores », Romania, vol. 71, no 281 (1),‎ 1950, p. 100–108 (ISSN 0035-8029, lire en ligne, consulté le 20 octobre 2024)

- Bibliothèque de l'École des chartes, 1999, 157-2, p. 669-671.